# Rashed Ahmed
Rashed Ahmed (Arabic:راشد أحمد) (sinh ngày 6 tháng 8 năm 1986) là một cầu thủ bóng đá người Các Tiểu vương quốc Ả Rập Thống nhất. Hiện tại anh thi đấu cho Al-Sharjah.